# 文化街
文化街（ぶんかがい）は、福岡県久留米市日吉町の地名。郵便番号は831-0017。

## 地理
久留米市随一の歓楽街である。市内で最も人通りが多く、スナックや焼き鳥屋などの店舗が密集しており、博多の中洲、北九州の堺町とともに福岡県内で三大歓楽街の一つに挙げられる。

## 交通

### バス
西鉄バス久留米が町域内を網羅する。各方面からの便が集中する重要拠点の一つである。